# Війна в Юті
Ютська війна (англ. Utah War) — конфлікт 1857—1858 між федеральним урядом США та мормонами в Території Юта.

## Причини та передумови
З 1850, коли створена Територія Юта, федеральна влада почала отримувати скарги на домінування мормонів і насильницьке пропагування їхніх звичаїв, особливо багатоженства. Ці настрої підігрівалися хибними повідомленнями про бунт, які місцеві представники федеральної влади передавали до Вашингтона.
У 1857 президент США Джеймс Бьюкенен призначив Альфреда Каммінга, який не був мормоном, губернатором Території Юта, змістивши мормона Бригама Янга. Мормони виступили проти.

## Хід війни
У травні 1857 президент США надіслав 2500 бійців до Юти.
У вересні 1857 стався напад мормонів з Південного батальйону Легіону Наву та індіанців пайюти на переселенців, які рухалися з Арканзасу до Каліфорнії. Ця подія дістала назву «різанина в Маунтін-Мідоуз». Загинуло 120 переселенців, включно з жінками й дітьми.
Мормони побоювалися помсти і знищили армійські арсенали, щоб запобігти приходу армії до літа 1858. У червні 1858 війська США увійшли до міста Солт-Лейк-Сіті.

## Підсумки війни
Каммінг обійняв посаду губернатора. Федеральна влада та місцеве мормонське населення й далі конфліктували, що перешкоджало прийому Юти до складу США до 1896.